# Alexander Pitchuchkin
Alexander Yuryevich Pichushkin (Russo: Алекса́ндр Ю́рьевич Пичу́шкин) (9 de abril de 1974) é um assassino em série de origem russa.
Ex-funcionário de supermercado, conhecido na mídia russa como "Maníaco do Parque Bitsa" ou "Assassino do tabuleiro de Xadrez". Acredita-se que ele matou cerca de 49 pessoas - ou 63 segundo seus cálculos. Pichushkin fez sua primeira vítima, um estudante, em 1992, e aumentou sua campanha em 2001. A imprensa russa especulou que Pichushkin possa ter sido motivado por uma macabra competição pessoal com o maior assassino em série russo, Andrei Chikatilo, mais conhecido como o Açougueiro de Rostov, que foi condenado à morte em 1992 pelo assassinato de 50 crianças e jovens moças no período de 12 anos. Pichushkin disse que seu objetivo era matar 64 pessoas, o número de casas de um tabuleiro de xadrez. Mais tarde ele volta atrás em seu relato, dizendo que continuaria matando se não tivesse sido interrompido. 
Primeiramente, Pichushkin videou homens de idade, ludibriando-os oferecendo vodca. Depois de beber com o assassino, a vítima era morta a marteladas. Ele disse que enquanto agia se sentia como Deus, decidindo se a vítima viveria ou morreria. "Pra mim, viver sem matar, é como para você, viver sem comer" diz. "Eu me sinto como os pais dessas pessoas! Eu levo elas para um novo mundo!". Experts do Serbsky Institute, clínica psiquiátrica russa, consideraram Pichushkin irrecuperável.
Em outubro de 2007, ele pediu para a Corte Russa adicionar 15 vítimas na sua obra, dando-lhe a honra de ter matado 63 pessoas, quase completando o tabuleiro. Durante seu julgamento foi confinado, algemado, em uma cela de vidro temperado durante todos os três dias de júri. Em 24 de outubro, foi condenado por 48 assassinatos e 3 tentativas. Isso levou o juiz Vladimir Usov levar uma hora para ler o veredicto final. Ao final da leitura, o juiz lhe questionou se havia entendido o que aquilo significava, Pichushkin apenas ironizou: "Não sou surdo. Eu entendi!!". Os 15 primeiros anos de confinamento serão em uma cela solitária.

## Os crimes
A maior parte dos crimes foi cometida no mesmo local, o Parque Bitsa em Moscou. Ele quase sempre batia com um martelo em suas vítimas até a morte. Em seguida, jogava os corpos em poços de água e no esgoto.
O primeiro assassinato de Pitchushkin foi cometido em 1992. Na época, com 18 anos recém-completos, ele empurrou um amigo do colégio pela janela por causa de uma disputa amorosa. A última morte ocorreu em junho de 2006, quando matou uma colega.
A polícia começou a seguir os rastros dele graças a uma mensagem de uma vítima que dizia ao filho com quem sairia e para onde iria, dando também o número do telefone de Pichushkin.
Mas, na maioria das vezes, o "assassino do xadrez" escolhia bêbados, que ele abordava sob o pretexto de dividir uma garrafa de vodka no parque.
"Se não tivessem me prendido, nunca teria parado. Nunca. Salvaram a vida de muitas pessoas", disse o homicida durante o julgamento.
Ele contou que acompanhava avidamente a cobertura dos crimes pela imprensa e pela televisão e que se indignava quando a mídia não retratava fielmente os detalhes.
Preso em 2006, seu julgamento foi completado no ano seguinte e acabou condenado a prisão perpétua (por 49 homicídios em primeiro grau e 3 tentativas de assassinato), tendo que passar os primeiros 15 anos do encarceramento na solitária.